# Mocha Girls
Mocha Girls es un grupo musical femenino de Filipinas. Actualmente el grupo está integrada por Mocha Usón (vocalista del grupo e integrante original),  Mae Dela Cerna (exintegrante de EB Babes), Franz Fainsan, Georgina Knight, Seika Hashizume y Khim Dueñas. El grupo Mocha Girls ha lanzado cuatro álbumes hasta la fecha como:  A Taste of Mocha (2006), Mocha (2007), Deliciosa (2008) y Pinay Ako (2012) y en las que han vendido unas 30.000 copias en su país Filipinas.
Mocha Girls saltó a la fama gracias al talento y la voz reconocida de su vocalista y tuwadera Mocha Uson y su blog de línea especializada para ofrecer consejos sexuales a las parejas. Este grupo femenino es considerada como "El Grupo de Baile más caliente de Filipinas" y son además "La tercera banda musical femenina de todos los tiempos" por detrás de  SexBomb Girls y  Aegis.

## Carrera
Formada en el 2006, las integrantes originales eran Mocha Usón, Hershey de las Alas, Heart de Guzmán, Grace Oración y Bez Lacanlale. A principios del 2010, las cuatro integrantes que se separaron de Usón y formaron su propia banda musical llamado Girlz Ink. Esto las llevó a la incorporación de nuevas integrantes como Mae Dela Cerna y Jhane Santiaguel, más adelante se incorporaron Yumi Ociman y Aura Balington. Después Santiaguel dejó el grupo y fue reemplazada por Franz Fainsan en el 2011.
En el 2012, se unió a Chloe Recto tras la partida de Balington, con lo que el grupo de vuelta quedó formada por cinco integrantes con Mocha Usón, que aún ella permanece como  líder del grupo y la única integrante original. En el 2013, Recto dejó el grupo debido por razones personales y compromisos de trabajo. Dos nuevas integrantes se sumaron oficialmente al grupo en abril de 2013, Seika Hashizume y Georgina Knight. El 30 de abril de 2013, se anunció que Hashizume ya no iba a formar parte del grupo, debido por motivos personales que afectaron sus compromisos laborales. El 9 de julio de 2013, Seika Hashizume fue restituida oficialmente como la nueva integrante del grupo. El 28 de julio de 2013, se anunció que Yumi Ociman ya no formaba parte del grupo, debido por la violación de la reglas número 1 de Mocha Girls, en que todas las integrantes no se les permitía tener una relación o simplemente tener pareja. Después se puso en marcha de  respetar la decisión de cada una de las integrantes a elegir para tener pareja. El 21 de septiembre de 2013, Jhane Santiaguel fue reinstalada como integrante del grupo después terminar con su pareja y para concentrarse en su carrera. 
En el 2014, varios alumnas se unieron Mocha Girls para su formación, con la esperanza de mantenerse activa en la escena musical como grupo. Jho Ann Sotelo pasó a formar parte integrante oficial del grupo en marzo del 2014. Sabrina Turner se unió como aprendiz y luego voluntariamente abandonó la banda en el mes de abril. Pimienta Gutiérrez se unió como aprendiz en julio y luego se pasó a formar parte integrante. El 21 de julio, se anunció que Sotelo se había retirado del grupo para un cambio de carrera. En el mes de noviembre, Sabrina Turner ingresó al grupo como aprendiz. En el 2015, Khim Dueñas se unió también como aprendiz como otra de las integrantes más.

## Integrantes

### Actuales
- Mocha Uson (2006–presente)
- Mae Dela Cerna (2010–presente)
- Franz Fainsan (2011–presente)
- Seika Hashizume (2013–presente)
- Georgina Knight (2013–presente)
- Khim Dueñas (2015–presente)

### Anteriores
- Bez Lacanlale (2006–2010)
- Grace Oración (2006–2010)
- Heart De Guzmán (2006–2010)
- Hershey De Las Alas (2006–2010)
- Aura Balington (2010–2012)
- Chloe Recto (2012–2013)
- Yumi Ociman (2010–2013)
- Jho Ann Sotelo (2014)
- Jhane Santiaguel (2010–2011, 2013–2014)
- Pepper Gutiérrez (2014)

## Discografía

### Álbumes de estudio
- 2006: A Taste of Mocha (XAX Records)
- 2007: Mocha (Viva Records)
- 2008: Deliciosa (Viva Records)
- 2012: Pinay Ako / 18+ Restricted (Bellhaus Records)

## Premios
- 2009 PMPC Star Awards for Music: Best Dance Album (Deliciosa)[1]
- 2012 PMPC Star Awards for Music: Best Dance Album (18+ Restricted)[2][3]